# Joe Alexander (Footballspieler)
Joseph A. „Joe“ Alexander (* 1. April 1898 in Silver Creek, New York; † 12. September 1975 in New York City), Spitzname: Doc, war ein US-amerikanischer Arzt sowie ein American-Football-Spieler und -Trainer. Er spielte überwiegend in der Offensive Line unter anderem bei den New York Giants in der National Football League (NFL).  

## Spielerlaufbahn

### Collegekarriere
Joe Alexander studierte von 1916 bis 1921 an der Syracuse University. Er spielte von 1916 bis 1920 für die Syracuse Orange American Football. Bis 1919 spielte er als Guard und wechselte danach auf die Position eines Centers. In den Jahren 1918 bis 1920 wurde er aufgrund seiner sportlichen Leistungen jeweils zum All American gewählt. 

### Profikarriere
Alexander schloss sich 1921, unmittelbar nach dem Abschluss seines Medizinstudiums, den Syracuse Pros an, die in der seit 1920 existierenden American Professional Football Association spielten, allerdings nach nur drei Spielen ihren Spielbetrieb einstellen mussten. Noch in der laufenden Saison wechselte er zu den Rochester Jeffersons. Die Jeffersons waren ein notorisch erfolgloses Team, die ihren Spielbetrieb nach der Saison 1925 einstellen mussten. Ein Jahr zuvor hatte Alexander zu den New York Giants gewechselt und wurde dort überwiegend als Center eingesetzt, spielte aber auch, wie es damals üblich war, in der Defense der Mannschaft. Alexander war der erste Spieler, der von der neugegründeten Mannschaft unter Vertrag genommen wurde. In den Jahren 1926 und 1927 konnten die Giants ihr Team deutlich verstärken. Spieler wie Joe Guyon, Steve Owen oder Cal Hubbard wurden unter Vertrag gewommen. Im Jahr 1927 siegte Alexander mit den Giants in elf von 13 Spielen, was den Gewinn der NFL-Meisterschaft bedeutete. Alexander beendete nach dieser Meisterschaft seine Laufbahn.

## Trainerlaufbahn
Alexander war zweimal als Spielertrainer tätig. 1922 trainierte er erfolglos die Rochester Jeffersons. Im Jahr 1926 übernahm er das Traineramt bei den Giants. Er schloss die Saison mit acht Siegen, bei vier Niederlagen und einem Unentschieden, ab. Im Jahr 1942 kehrte er nochmals zum Footballsport zurück und wurde Trainer am City College of New York.

## Nach der NFL
„Doc“ Alexander war einer der wenigen Spieler, die für ein festes Jahresgehalt spielten. Trotzdem arbeitete er in der spielfreien Zeit als Arzt. Alexander wurde Lungenfacharzt in New York City und baute dort eine der ersten Tuberkulosekliniken auf. Er starb im Jahr 1975. Seine Grabstätte ist nicht bekannt.

## Ehrungen
Joe Alexander wurde zweimal zum All-Pro gewählt, er ist seit 1954 Mitglied in der College Football Hall of Fame und seit 1985 in der International Jewish Sports Hall of Fame. Im Jahr 1996 erfolgte seine Aufnahme in die Greater Syracuse Sports Hall of Fame. Sein College vergibt seit 1954 jährlich den Joseph Alexander Award an den besten Spieler der College-Football-Mannschaft.